# 가정음악
《신윤주의 가정음악》은 매일 오전 9시부터 오전 11시까지 KBS 클래식FM(KBS 1FM・전국, 수도권 기준 93.1MHz)에서 방송 중인 클래식 음악 전문 프로그램이다. 단, 이 프로그램은 모두 전국방송이다.

## 진행자
- 신윤주 아나운서 (2024.3.4 ~ 현재)

## 코너
- 음악, 그리고... (월~목 09:30 이후)
- 달력 속의 클래식 (토, 일 09:30 이후)
- 신윤주의 가정음악신문 (월 10:20 이후)
- ○○○(음악가)을(를) 좋아하세요? (화 10:00)
- 렌토보다 느리게 (수 10:30 이후)
- 신윤주의 실내악 정원 (목 10:30 이후)
- 유정우의 올 댓 오페라 with 유정우 음악 칼럼니스트 (금 10:00)
- 가정음악 셀렉션 (토 09:30 이후)
- 신 음악가 사전, 우리 시대의 거장을 듣다 (토 10:40 이후)
- 히든 클래식 (일 10:30 이후)

## 시그널
Ponchielli/ <La Gioconda> 중 '시간의 춤'/ Gianandrea Noseda(지휘), BBC Philharmonic

## 제작진
- 연출: 박정연(월~금), 이동우(토~일)
- 작가: 정주은

## 기획의도
본격적인 하루가 시작되는 아침, 
편안하면서도 서정적인 선곡과 알찬 클래식 음악 정보를 
통해, 청취자들에게 재미, 의미를 곁들인 마음의 휴식시간을 제공한다.